# クズプロ
クズプロは、日本のプロレス団体。

## 歴史
- 2012年4月5日、解散したSMASHにレギュラー参戦していた木藤拓也が元SMASH所属選手が設立したWNCに入団を打診されるも「会見に呼ばれなかった」という理由で入団を拒否して、その場で「業界内のクズと言われる選手を集めて自分の団体を作ります」と宣言。
- 5月8日、木藤がクズプロを設立して「マット界のクズを極める。クズの雨を降らせてやる」と息巻いた[1]。
- 6月2日、「佐野直方式」と名づけられたマッチメイクで選手を集めて新木場1stRINGで旗揚げ戦を開催。

## タイトル
- 山間ヘビー級王座
- クズプロ認定DIVA王座

## 所属選手
- 木藤裕次